# Elisabeth Burgener Brogli
Elisabeth Burgener Brogli (* 1961) ist eine Schweizer Politikerin (SP). Sie ist seit 2007 Mitglied des Grossen Rats des Kantons Aargau. Von 2014 bis 2018 war sie Co-Präsidentin (mit Cédric Wermuth) der SP Aargau. Im Jahr 2020 war sie Vizepräsidentin 2 des Grossen Rates und im Jahr 2022 Ratspräsidentin.
Burgener lebt in Gipf-Oberfrick, ist verheiratet und Mutter zweier Kinder.